# Priscagrion pinheyi
Priscagrion pinheyi là loài chuồn chuồn trong họ Megapodagrionidae. Loài này được Zhou & Wilson mô tả khoa học đầu tiên năm 2001.